# Костюченко, Пётр Никифорович
Пётр Никифорович Костюченко — советский хозяйственный, государственный и политический деятель, Герой Социалистического Труда.

## Биография
Родился в 1937 году на хуторе Андреевка Дымерского района. Член КПСС.
С 1955 года — на хозяйственной, общественной и политической работе. В 1955—2003 гг. — колхозник в колхозе имени Мануильского Дымерского района Киевской области, военнослужащий Тихоокеанского флота, докер-механизатор Корсаковского морского торгового порта, бригадир укрупненной комплексной бригады докеров-механизаторов Корсаковского морского торгового порта Министерства морского флота СССР.
Указом Президиума Верховного Совета СССР от 2 апреля 1981 года присвоено звание Героя Социалистического Труда с вручением ордена Ленина и золотой медали «Серп и Молот».
Избирался депутатом Верховного Совета СССР 11-го созыва.
Почётный гражданин города Корсакова
Умер в Корсакове в 2013 году.